# Jakareb
Jakareb je bil verjetno vladar dela Spodnjega Egipta v drugem vmesnem obdobju Egipta, verjetno v 17. stoletju pr. n. št. Zelo verjetno je spadal v Štirinajsto dinastijo.Kot tak je vladal iz Avarisa na vzhodnem, morda tudi zahodnem delu Nilove delte. Njegov kronološki položaj in identiteta sta nejasna.

## Dokazi
Jakareb je eden od samo nekaj arheološko dokazanih vladarjev iz Štirinajste dinastije. Potrjujeta ga dva njemu pripisana skarabeja, oba neznanega izvora. Eden od njiju je v Egipčanskem muzeju v Berlinu (kataloška št. 293/73), drugi pa v Petriejevem muzeju egipčanske arheologije v Londonu (kataloška št. 11810).
Ker je Jakareb faraonovo osebno ime (nomen), ni mogoče ugotoviti, ali je naveden na Torinskem seznamu kraljev ali ne. Torinski seznam je bil sestavljen v zgodnjem ramzeškem obdobju in služi kot primarni zgodovinski vir za Štirinajsto dinastijo. Na njem so samo priimki (prenomen) faraonov. Razen tega je dokument fragmentiran, zato bi Jekarebovo ime lahko bilo prav na izgubljenem delu seznama. Oba skarabeja, ki potrjujeta Jakarebov obstoj, sta grobo izdelana, zato je mogoče, da je Jakareb popačena oblika ali različica imena kakšnega bolj znanga vladarja s tega obdobja.

## Kronološki položaj
Jakarebov kronološki položaj je nezanesljiv. Egiptologa Kim Ryholt in Darrell Baker kljub temu domnevata, da je vladal v Štirinajsti dinastiji malo pred Jakubherjem. Njuna domneva temelji na serijaciji skarabejev iz drugega vmesnega obdobja Egipta.